# Ex palazzo della Camera di commercio
L'ex palazzo della Camera di commercio, oggi palazzo della Cassa di Risparmio, è un edificio dalle forme neorinascimentali e liberty, situato in strada Cavestro 3 a Parma; costola del palazzo della Cassa di Risparmio, cui è collegato attraverso una galleria sospesa, sorge all'angolo con strada dell'Università, di fronte alla chiesa di San Rocco.

## Storia
Il palazzo, in precedenza sede di un liceo, fu acquistato nel 1923 dalla Camera di commercio di Parma e completamente ristrutturato nella veste attuale, su progetto dell'ingegner Alfredo Provinciali, che si avvalse della collaborazione dell'architetto Ennio Mora e dell'ingegner Aurelio Cortesi; i lavori, che consentirono di recuperare anche la corte centrale da allora ricoperta, terminarono nel 1925.
Nel 1965 la Camera di commercio, che necessitava di ambienti più ampi, avviò la costruzione di una nuova sede in via Verdi e alienò l'edificio alla Cassa di Risparmio di Parma, che a sua volta era alla ricerca di ulteriori spazi da destinare agli uffici centrali della direzione e della presidenza; la nuova proprietà iniziò una serie di interventi di ristrutturazione degli interni per adeguarli alle nuove esigenze e contestualmente fece realizzare la moderna galleria, sospesa sulla stretta strada Cavestro, di collegamento con il vicino palazzo centrale.

## Descrizione
Il palazzo si sviluppa su una pianta quadrata, attorno a una corte centrale coperta.
I prospetti, in stile neorinascimentale, sono caratterizzati dalla notevole ricchezza decorativa che contraddistingue ogni elemento, dal rivestimento in bugnato, alle eleganti balconate, alle cornici timpanate delle grandi finestre, alle ricercate inferriate ed alle elaborate mensole del cornicione; di particolare pregio risulta la fascia di coronamento, affrescata con l'allegoria del Commercio, realizzata da Paolo Baratta, coadiuvato da Aldo Antonelli, Giovanni Fabbi e altri pittori parmigiani.
Gli interni sono contraddistinti da un'analoga ricchezza di decorazioni.

### Sala De Strobel
L'ambiente, oggi adibito a sala conferenze della Cassa di Risparmio, fu realizzato a partire dal 1924 quale sala del Consiglio della Camera di commercio, che ne affidò l'incarico al pittore Daniele de Strobel e allo scenografo Giuseppe Carmignani.
Le pareti, al di sopra della boiserie lignea intagliata, sono ornate con una serie di pannelli dipinti ad olio dal De Strobel, incollati ai muri; le pitture, incorniciate all'interno delle rappresentazioni di ghirlande, finte tappezzerie ed anfore dipinte dal Carmignani, sono incentrate sul tema dell'industria agroalimentare, nel suo intero ciclo produttivo;
Sul lato destro è raffigurato il Trasporto del latte: un agricoltore con due mucche, sul retro alcune braccianti con secchi di latte e, sullo sfondo collinare, una casa colonica con annesso caseificio.
Tra le finestre del lato sinistro è rappresentata in quattro parti la Raccolta del pomodoro: sul primo pannello due cavalli con una cesta di pomodori e sullo sfondo le industrie conserviere; sul secondo tre coloni durante la fase del trasporto dei pomodori; sugli ultimi due altrettante contadine impegnate nella raccolta dei pomodori.
Fra le due porte del lato d'ingresso è raffigurata all'interno di un grande ovale l'allegoria del Commercio: davanti ad alcune imbarcazioni a vela si staglia una statua marmorea di Mercurio, dio del commercio.
Sull'ultima parete, che si innalza sul retro di un coevo bancone in legno intagliato ad opera di Gaetano Castaldi, è rappresentata all'interno di un grande ovale l'immagine equestre del re Vittorio Emanuele III; quest'ultima tavola fu rimossa nel 1944, ma ripristinata alcuni anni dopo l'acquisto del palazzo da parte della Cassa di Risparmio di Parma.
Il soffitto è infine ornato con una serie di stucchi che incorniciano alcuni affreschi in chiaroscuro.